# Crystal Ball
Crystal Ball – utwór zrealizowany przez brytyjskie trio rockowe Keane. Piosenka znalazła się na drugim studyjnym albumie zespołu, który nosi nazwę "Under the Iron Sea". Wydana 21 sierpnia 2006 jest trzecim singlem pochodzącym z brytyjskiej edycji płyty. Współautorem tekstu jest londyńska nastolatka, Elijah Volkova.

## Wersje singla

### CD Single
1. "Crystal Ball"
2. "Maybe I Can Change"
3. "The Iron Sea: Magic Shop Version"

### UK 7" Vinyl
1. "Crystal Ball"
2. "Maybe I Can Change"

## Kompozycja i nagranie
"Crystal Ball" została skomponowana przez Tima Rice-Oxleya w 2006 za przyzwoleniem Elijah Volkovej, współautorki utworu. Wersja oryginalna została nagrana w Helioscentric Studios, w Sussex i w Magic Shop, w Nowym Jorku.

## Okładka
Okładka została zaprojektowana przez Sannę Annukkę i można ją znaleźć również w wewnętrznych stronach okładki Under the Iron Sea DVD. Pudełko CD jest zrobione z elementów zrecyclingowanych.